# Nightmare Records
Nightmare Records ist ein US-amerikanisches Label, das im Jahr 1990 in Saint Paul, Minnesota, gegründet wurde. Es hat sich auf die Veröffentlichung im Power- und Progressive-Metal-Bereich spezialisiert.

## Geschichte
Das Label wurde im Jahr 1990 von Lance King geschaffen, welcher zudem auch Sänger bei den Bands Balance of Power und Pyramaze ist. Das Label hat bisher insgesamt mehr als 3,5 Millionen Tonträger (inkl. Downloads) abgesetzt. Das Label vertreibt seine Tonträger in Nordamerika über Sony/RED Distribution zusammen mit Megaforce Records und in Europa über Bertus Distribution.

## Bands (Auswahl)
- Andromeda
- Anubis Gate
- Chaoswave
- Dark Empire
- Divided Multitude
- Dreamscape
- End of September
- Eyefear
- Halcyon Way
- Katagory V
- Lanfear
- Manticora
- Pyramaze
- Spheric Universe Experience
- Theocracy

## Veröffentlichungen (Auswahl)
- Anubis Gate – Anubis Gate
- Ascension Theory – Answers
- Deadly Sin – Sunborn
- Gallows End – Nemesis Divine
- Halcyon Way – Building the Towers
- Loch Vostok – Reveal No Secrets
- Lost in Thought – Opus Arise
- Manticora – Hypericon
- Myrath – Hope
- Order of Nine – A Means to Know End
- Seven Kingdoms – Brothers of the Night
- Six Minute Century – Time Capsules
- Soulspell – The Labyrithn of Truths
- Suspyre – A Great Divide